# Some Kind of Monster (canción)
«Some Kind of Monster» es la tercera canción del octavo álbum de estudio (St. Anger) de la banda de thrash metal estadounidense Metallica. Fue editado como un sencillo, cuarto del álbum, lanzado en 2003. El documental Some Kind of Monster toma su nombre de esta canción.
El cambio total del sonido y la polémica en este proyecto de la banda marcó por mucho la reputación de ésta y de su productor en ese entonces Bob Rock. Causando su posterior separación de él y de la disquera. Representando un ambiente lúgubre, agresivo y rebelde, la canción habla acerca de las acciones hechas por quien pierde el control frente a una situación de injusticia, clamando por sus derechos y apelando al sentido del deber de sí y volviéndose así, frente a los ojos de la sociedad una "especie de Monstruo". En el EP hay una versión de la canción con un sonido diferente de la batería.

## Lista de canciones EP
Todas las canciones en directo grabadas el 11 de junio de 2003 en París, Francia.
1. «Some Kind of Monster» 8:27
2. «The Four Horsemen» (Directo) 5:21
3. «Damage, Inc.» (Directo) 5:00
4. «Leper Messiah» (Directo) 5:56
5. «Motorbreath» (Directo) 3:20
6. «Ride the Lightning» (Directo) 6:41
7. «Hit the Lights» (Directo) 4:14
8. «Some Kind of Monster» (Editado) 4:16

## Créditos
- James Hetfield: voz, guitarra
- Kirk Hammett: guitarra; segunda voz (2, 4, 7)
- Bob Rock: bajo eléctrico (1, 8)
- Lars Ulrich: batería, percusión
- Robert Trujillo - bajo eléctrico (2-7), coros (2, 4, 6-7)

- Datos: Q2629000